# Joseph Brennan (koszykarz)
Joseph R. „Joe” Brennan (ur. 15 listopada 1900 w Nowym Jorku, zm. 10 maja 1989 tamże) – amerykański koszykarz, występujący na pozycji obrońcy, członek Koszykarskiej Galerii Sław, po zakończeniu kariery zawodniczej trener koszykarski.
Jako trener drużyny St. Francis Terriers uzyskał w latach 1941–1948 bilans 90–46.

## Osiągnięcia
Drużynowe
- Mistrz:
  - National League (1927)
  - ABL (1929, 1931, 1935)[1]

Indywidualne
- Zaliczony do Koszykarskiej Galerii Sław im. Jamesa Naismitha (1975 – Naismith Memorial Basketball Hall Of Fame)
- Lider strzelców Metropolitan Basketball League (1922, 1927)